# Park Narodowy Akan-Mashū
Park Narodowy Akan-Mashū (jap. 阿寒摩周国立公園 Akan-Mashū Kokuritsu Kōen) – park narodowy w Japonii, utworzony 4 grudnia 1934 r., obejmuje ochroną obszar położony w północno-wschodniej części wyspy Hokkaido, na południowy zachód od półwyspu Shiretoko. 

## Opis
Krajobraz parku Akan-Mashū składa się z porośniętych gęstym lasem wulkanicznych gór oraz znajdujących się wśród nich krystalicznych jezior, z których największe to: Akan, Mashū, Onnetō oraz Kussharo (największe na Hokkaido). 
Usiane licznymi wysepkami jezioro Akan słynie z powstających w wodzie dziwnych kul glonu wielokomórkowego z gromady zielenic, zwanych marimo (gałęzatka kulista, Aegagropila linnaei). Na osiągnięcie rozmiarów niewiele większych od piłki baseballowej potrzebują aż 200 lat.

Spowite zazwyczaj gęstą mgłą jezioro Mashū to dawna kaldera wulkaniczna, która charakteryzuje się wyjątkowo przejrzystą wodą z widocznością dochodzącą do 35 metrów.
Najwyższym szczytem parku Akan-Mashū jest Me-akan-dake (1499 m), jeden z najaktywniejszych w Japonii wulkanów. Należy też wymienić górę O-akan-dake (1371 m)  oraz wulkan Iō-zan (512 m), co znaczy Góra Siarkowa.
Park obfituje w liczne, gorące źródła (onseny), a więc i uzdrowiska termalne, jak: Akan Kotan, Kawayu Onsen czy Sunayu Onsen. Powierzchnia parku wynosi 914,13 km².

## Galeria

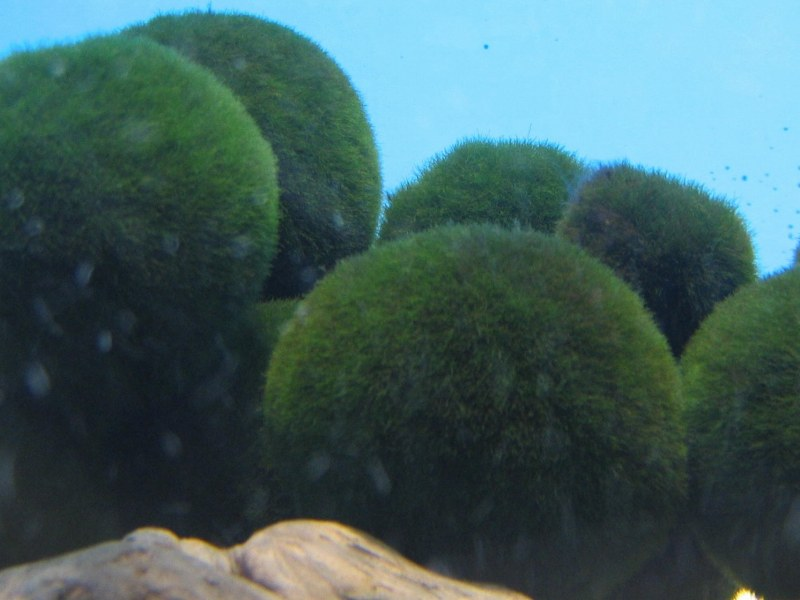
Kule marimo w jeziorze Akan
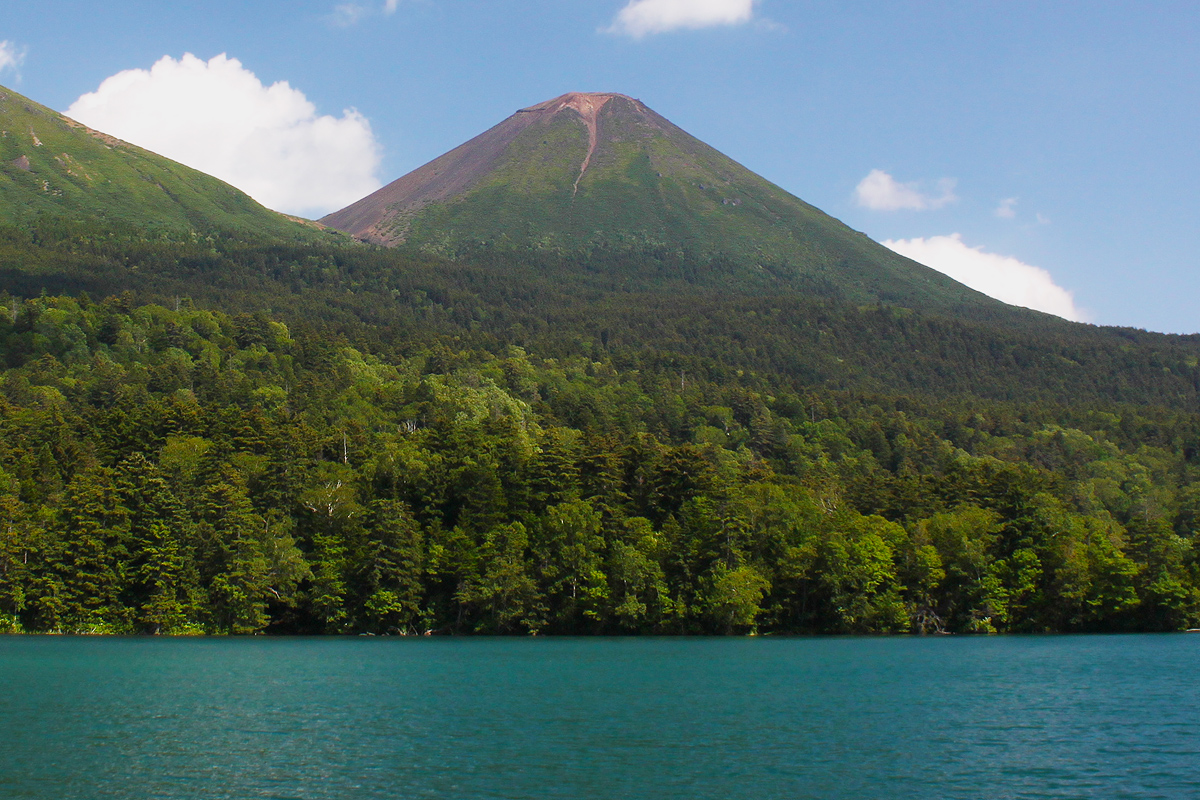
Góra Akanfuji widziana z jeziora Onnetō
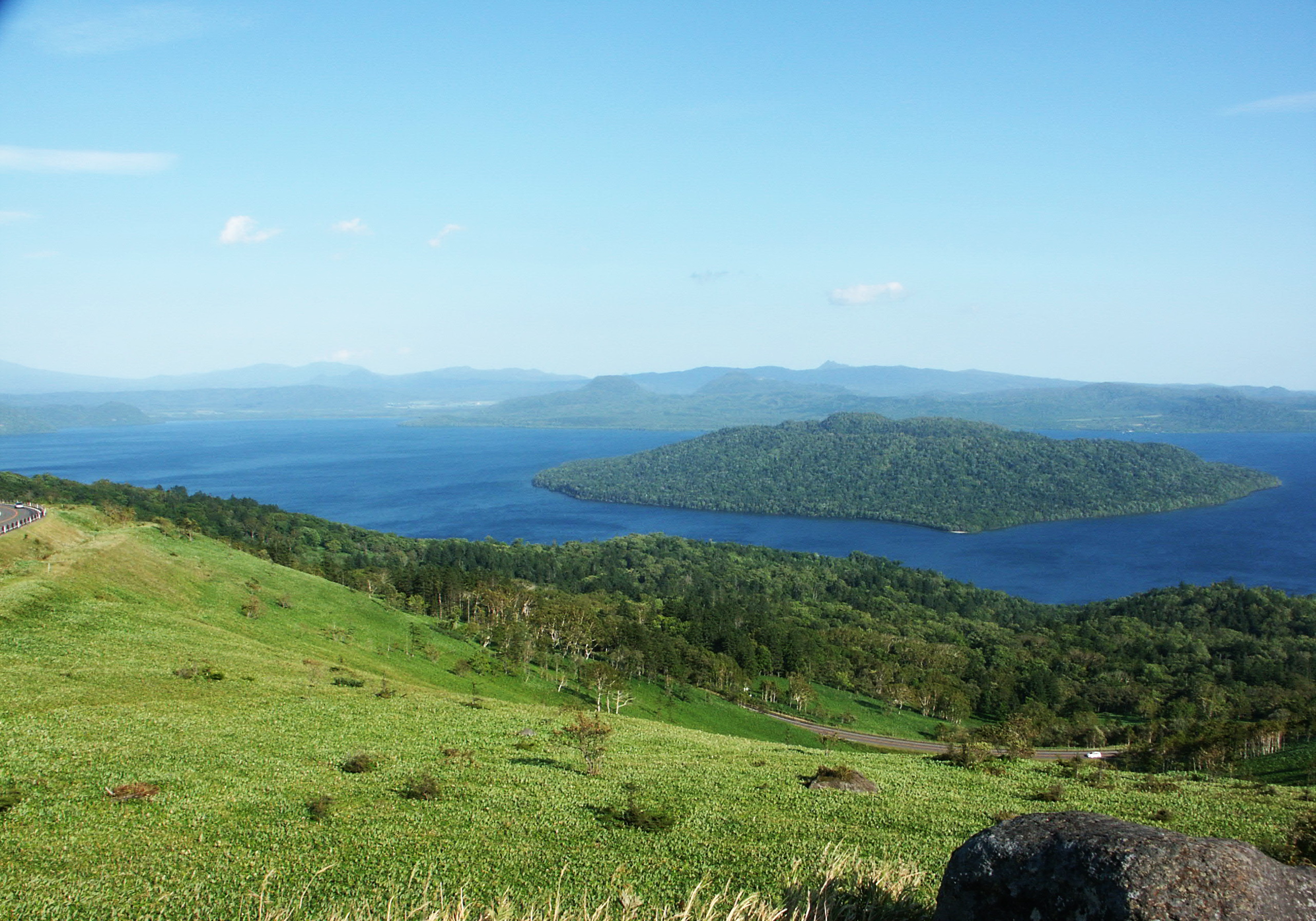
Jezioro Kussharo
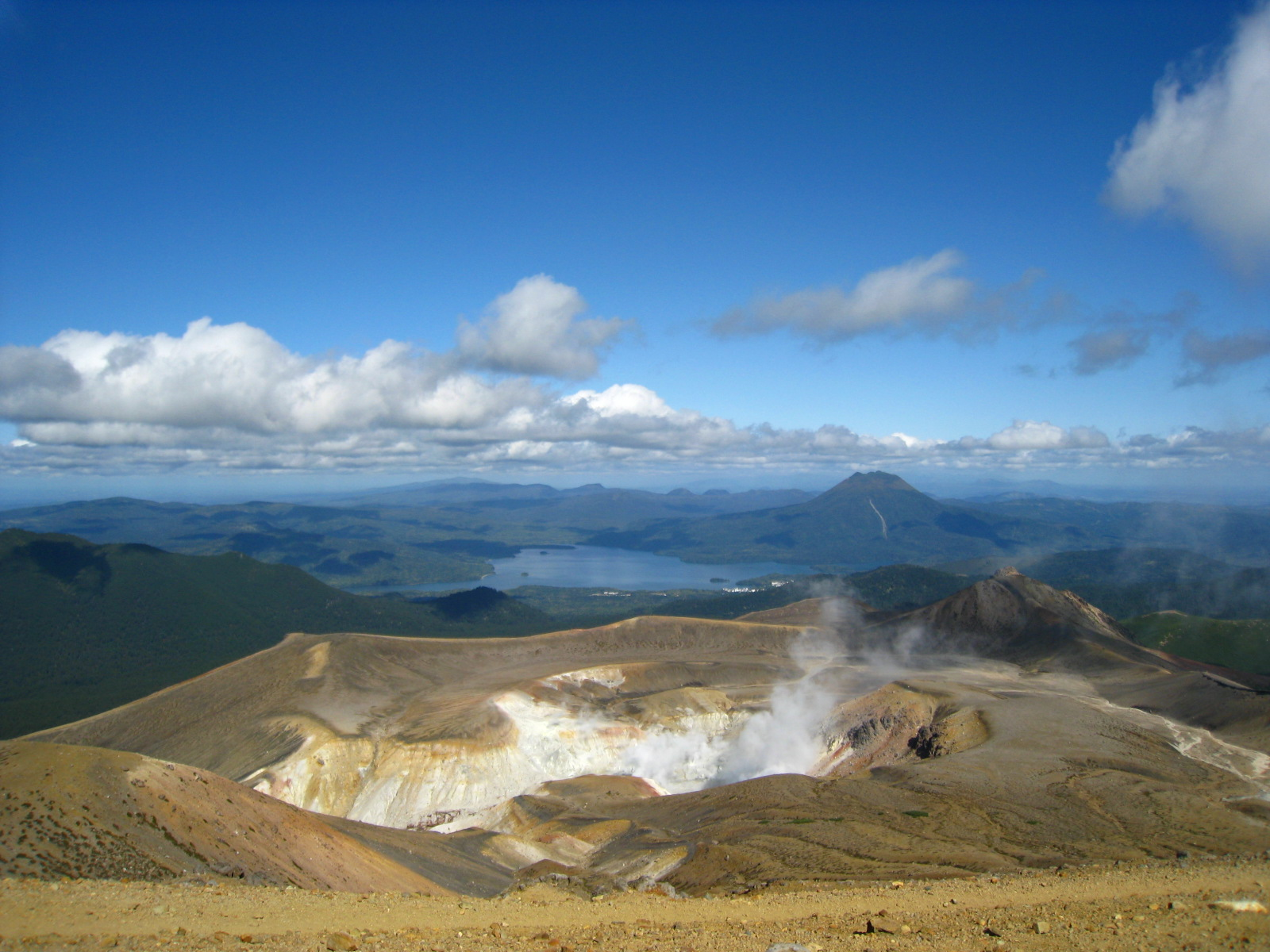
Widok z góry Me-akan, jezioro Akan w centrum, góra O-akan w głębi po prawej